# Shin'ichi Morishita
Shin'ichi Morishita (森下 申一 Morishita Shin'ichi?,  nacido el 28 de diciembre de 1960 en Shizuoka, Shizuoka) es un exfutbolista japonés que se desempeñaba como guardameta.
Morishita jugó 28 veces para la Selección de fútbol de Japón entre 1985 y 1991. Fue elegido para integrar la selección nacional de Japón para los Juegos Asiáticos de 1986 y 1990.

## Trayectoria

### Clubes
| Club               | País  | Año         |
| ------------------ | ----- | ----------- |
| Júbilo Iwata       | Japón | 1983 - 1994 |
| Kyoto Purple Sanga | Japón | 1995 - 1997 |

### Selección nacional
| Selección | País  | Año         |
| --------- | ----- | ----------- |
| Absoluta  | Japón | 1985 - 1991 |

## Estadística de equipo nacional
| Selección de Japón | Selección de Japón | Selección de Japón |
| Año                | Part.              | Goles              |
| ------------------ | ------------------ | ------------------ |
| 1985               | 2                  | 0                  |
| 1986               | 4                  | 0                  |
| 1987               | 10                 | 0                  |
| 1988               | 2                  | 0                  |
| 1989               | 3                  | 0                  |
| 1990               | 6                  | 0                  |
| 1991               | 1                  | 0                  |
| Total              | 28                 | 0                  |

## Palmarés

### Títulos nacionales
| Título              | Club          | País  | Año       |
| ------------------- | ------------- | ----- | --------- |
| Japan Soccer League | Yamaha Motors | Japón | 1987-1988 |

### Distinciones individuales
| Distinción                  | Año       |
| --------------------------- | --------- |
| Japan Soccer League Best XI | 1987-1988 |